# Зинурова, Евгения Григорьевна
Евгения Григорьевна Зинурова (род. 16 ноября 1982, Златоуст, Челябинская область) — российская легкоатлетка, специалистка по бегу на средние дистанции. Выступала за сборную России по лёгкой атлетике в начале 2010-х годов, одержала победу на чемпионате Европы в помещении в Париже в беге на 800 метров, но вскоре была дисквалифицирована за нарушение антидопинговых правил и лишена золотой медали. Представляла Москву, Челябинскую и Свердловскую области. Мастер спорта России международного класса.

## Биография
Евгения Зинурова родилась 16 ноября 1982 года в городе Златоусте Челябинской области.
В детстве в 1988—1995 годах занималась фигурным катанием, в 1996 году перешла в лёгкую атлетику. Проходила подготовку под руководством заслуженного тренера СССР Светланы Павловны Плескач-Стыркиной.
Впервые заявила о себе в лёгкой атлетике на взрослом всероссийском уровне в сезоне 2008 года, когда в составе команды Свердловской области вместе Ольгой Котляровой, Марией Савиновой и Натальей Игнатовой завоевала золотую медаль в эстафете 4 × 800 метров на зимнем чемпионате России в Москве. Показав результат 8:14,53, они на 4 секунды превзошли лучшее мировое достижение, однако из-за отсутствия допинг-контроля на соревнованиях Международная ассоциация легкоатлетических федераций не ратифицировала этот результат как мировой рекорд.
На чемпионате России 2009 года в Чебоксарах Зинурова разделила третье место в беге на 800 метров с Татьяной Андриановой — их обошли Мария Савинова и Светлана Клюка.
В 2010 году на зимнем чемпионате России в Москве стала серебряной призёркой на дистанции 800 метров, финишировав позади Марии Савиновой. Также в составе команды Москвы вместе с Татьяной Андриановой, Оксаной Спасовходской и Еленой Кофановой вновь победила в эстафете 4 × 800 метров — их время 8:12,41 снова было лучше мирового рекорда. Попав в основной состав российской национальной сборной, Евгения Зинурова удостоилась права защищать честь страны на чемпионате мира в помещении в Дохе, где в дисциплине 800 метров финишировала в финале шестой.
На зимнем чемпионате России 2011 года в Москве выиграла серебряную медаль в беге на 800 метров, уступив Юлии Русановой. На последовавшем чемпионате Европы в помещении в Париже обошла всех соперниц в той же дисциплине и завоевала золото.
Рассматривалась в качестве кандидатки на участие в летних Олимпийских играх в Лондоне, однако незадолго до начала Игр 3 июля 2012 года Зинурову дисквалифицировали на два года из-за абнормальных показателей гематологического профиля биологического паспорта. Решением Антидопинговой комиссии ВФЛА результаты спортсменки, показанные на соревнованиях с 6 марта 2010 года, были аннулированы, в том числе её лишили золотой медали недавнего чемпионата Европы.
По окончании срока дисквалификации вернулась в лёгкую атлетику и оставалась действующей спортсменкой вплоть до 2015 года, хотя больше не показывала сколько-нибудь значимых результатов на международной арене.
Окончила Челябинский государственный педагогический университет по специальности «безопасность жизнедеятельности» (2011). После завершения спортивной карьеры в 2016—2017 годах проходила переподготовку в Российском международном олимпийском университете и в Йенском университете имени Фридриха Шиллера. В 2018 году окончила Южно-Уральский государственный университет по специальности «переводчик итальянского языка».